# 美少女萬華鏡 -勿忘草與永遠的少女-
《美少女萬華鏡 -勿忘草與永遠的少女-》，下稱《勿忘草與永遠的少女》，是ωstar在2012年7月27日發售的戀愛冒險類型日本成人遊戲，亦是《美少女万华镜》系列的第2部作品。Android版於2017年4月27日公開。
《勿忘草與永遠的少女》擁有多條劇情分支路線，每條路線皆有一系列預先設定的場景和人物互動。其主要聚焦於女主角澤渡雫跟玩家角色的互動，並刻畫了角色之間的性行為。整個故事以主角神崎彰人的視角作切入點。
《勿忘草與永遠的少女》的銷量在開售後隨即登上成人遊戲雜誌《PCpress》的日本全國美少女遊戲銷量排行榜第2位；日本美少女遊戲暨動漫相關商品銷售網站Getchu屋的最暢銷遊戲排行榜第3位。它在getchu屋被票選為2012年7月第4佳的美少女遊戲，之後亦在該站的2012年美少女遊戲大獎中奪得色情部門第2位。

## 遊戲系統

《美少女萬華鏡 -勿忘草與永遠的少女-》的遊玩介面，圖中女主角澤渡雫正在跟玩家角色神崎彰人對話

《勿忘草與永遠的少女》採取戀愛冒險的遊玩方式，玩家所扮演的是本作的男主角神崎彰人。基本上玩家在遊玩的時候都需閱覽屏幕上所顯示的文本和聆聽遊戲發出的聲音，用以了解故事情節和人物之間的對話。該些文字會與人物拼合圖和背景一同出现，用以表示彰人跟誰對話。玩家會在故事中遇見代替背景和人物拼合圖的计算机图形。《勿忘草與永遠的少女》擁有多條劇情分支路線，每條路線的结局皆有所不同。玩家的選擇會影響之後的劇情路線，從而影響結局。
本作角色之間的關係亦帶有一定性意味。有關場景包括口交、乳交、性交。玩家在某些預設的段落中須選擇行為選項。對話框的下一段文本在做出選擇前並不能夠顯示。玩家必須反覆載入選項頁面並選擇不同的選項，才能夠觀覽存於不同路線的劇情。《勿忘草與永遠的少女》擁有多個結局。

## 情節

### 設定
在本篇劇情開始前，本作的男主角神崎彰人跟自己暗戀已久的青梅竹馬澤渡雫一起入讀同一間高中。雫因為外表出眾而吸引不少同學的目光。在這樣的氛圍下，彰人漸漸跟雫疏遠。他同時認為雫已跟共同朋友高岡甲兒發展出一段關係，故此心生妒念，決定把她約到湖邊，然後用刀威脅她與自己性交。雫在完事後向彰人表達了自己的愛意，並表示不介意被他強姦。彰人於是心生疚意，拿刀刺進自己的心臟，然後跌入湖裏。雫則選擇跳進去救他。

### 故事概要
彰人之後為了逃避自己的罪惡感，而在內心中創造了屬於自己的幻想世界——當中自己因為患上心臟病而需辍学留家。雫則在2年前搬家，之後一直毫無音訊。有一天，雫在他重遊兒時的秘密基地時突然出現。儘管彰人一開始對雫走了後毫無音訊一事感到氣憤，但她的態度使之意識到自己在雫心目中的位置，兩人更於之後互相告白，成為戀人，並維持着一段性关系。
彰人在雫的鼓勵下決定去上學，並把這段戀人關係告訴給甲兒和另一位共同朋友花里惠。不過就在他們四人過著校園生活之時，他的身邊亦因為他的意識轉變而開始出現不少奇怪的事，比如經常夢見自己在跟小時候的雫觀賞勿忘草的湖邊挖東西、昨天才見過的甲兒突然打電話說「很久沒見」。惠此時亦跟彰人表白。之後的劇情會隨着玩家的選項而出現變化——依劇情可分為雫線1、雫線2、普通線1、普通線2。在普通線1和普通線2，彰人在接受惠的告白後與之發生性關係。但依然發現自己真正愛著的是雫。兩條線區別在於之後有沒有回憶起自己強姦雫一事的勇氣。在沒有的情況下，他會進入下一輪幻想世界。而在有勇氣的情況下，他則會因為太想念雫和認為自己殺了她而發瘋。
在兩條雫線中，彰人都被甲兒告知雫已經死了，但區別在於之前有沒跟惠發生性關係。他及後在只記起一些記憶的情況下，誤認為是自己殺害了雫，並打算自殺。雫則在此時岀現，讓之回憶起在現實拿刀自盡一事，並向他說明這個世界是由他的內心所創，於是幻想世界亦隨之崩潰。雫在之後出現的純白空間繼續說明這個幻想世界的事，並在跟彰人表示「接下來，我們會永遠在一起」後，與之一起消失。雫線1以昏迷了2年的彰人在醫院醒來，然後經過一輪康復後，再次跟雫、甲兒、惠三人一起度過時光為結。雫線2以甲兒和惠為一起在湖裏死去的雫和彰人掃墓為結。

## 開發
《勿忘草與永遠的少女》由ωstar負責開發。它的劇本由撰寫，八寶備仁則負責策劃和描畫原畫。背景音樂由秋山裕和及むにょっ共同擔當。片尾曲則由獻唱，這首歌曲在《美少女萬華鏡》系列的上一部作品亦有採用。
製作團隊原定把《勿忘草與永遠的少女》定為系列的首部作品，不過及後發現它的劇本有着很大擴充空間。故即使插畫大致已經完成，也決定把它延期開售，改把製作較為輕鬆的《被詛咒的傳說少女》定為系列的第一作。由於他們想給負責劇本的吉祥寺更多發揮空間，故此在開發時不會以省時為由把內容剪掉，並為真結局以外的結局構思出完整的劇情。他們在製作《勿忘草與永遠的少女》時會定期在Twitter上匯報進度，比如八寶備曾在2012年7月13日於Twitter上表示，餘下要修正的電腦圖形（CG）還有6張。即使網上有人擔心這部作品能否順利面世，但製作本身沒出現什麼大問題。
他們在設計女主角雫時考慮到了玩家的喜好，把她設定成「沒什麼地方讓人厭惡」的優等生，並讓她整個人就像「人造物」般。因為這部作品聚焦於彰人的行動，故此八寶備認為雫本身並不突出。八寶備表示，此作比前作加入更多配角的原因也在於彰人——由於此作把彰人設為「有問題者」，所以需以更多配角「支撑[劇情]」。

## 宣傳發行
2012年5月8日，ωstar開設了本作的官方網站，同時開放給大眾預約此作。6月18日，它宣佈御苑生メイ會在此作中擔任雫的聲優。7月17日，ωstar宣佈本作已下線。3天後，它發佈了本作的免費體驗版，予供公眾下載試玩。PC光碟版於7月27日發行，同時相容Windows XP/vista/7。預約者可於當天獲贈本作畫師所繪製的插圖紙。下載版在10月26日公開。Android版則於2017年4月27日經DMM發售。
廠商推出了幾款與雫相關的人偶。2014年1月，Milk Pot推出雫的1/7比例模型。BlackBerry在2015年11月推出了雫的1/7比例夢幻版模型。除此之外，ωstar亦於2014年推出了以雫為主題的抱枕套和掛毯。

## 評價

### 開售前
根據成人遊戲雜誌《PCpress》於2012年6月中旬對日本全國主要遊戲商店的統計，在眾多預定於2012年7月或之後發售的美少女遊戲當中，《勿忘草與永遠的少女》的預約數量排第8位。ωstar在官網上公開雫的預覽乳交動畫之後，便引起不少網民的關注和討論，當中部分人認為雫的表現「實在是太色情了」，此外也有人表示在看過預覽動畫後，決定預購此作。

### 開售後
根據《PCpress》的統計，在發售當月，它是日本全國第2多人購買的美少女遊戲，到了次月亦排在銷量排行榜的第26位。《PCpress》在它首度上榜時表示，希望這部作品跟《被詛咒的傳說少女》一樣，能夠把人氣維持一段長時間。在開售後的首3天，網上便有玩家陸續發表對這部遊戲的感想，當中不少對色情場景的數量表示滿意。Media Clip的Suno把其跟前作作比較，形容兩者故事獨立，適合沒玩過系列首作的人遊玩。此外他亦讚揚這部作品的故事和色情場景，認為其故事較前作更具神秘感，而且色情場景數量充足。不過他卻認為由於雫在性事上較前作女主角霧枝順從，故其能為人留下的印象較不深刻。
《勿忘草與永遠的少女》在日本美少女遊戲暨動漫相關商品銷售網站Getchu屋的2012年7月最暢銷遊戲排行榜上排行第3位。8月時亦躋身於排行榜的17位。在2012年，它是該站第29暢銷的美少女遊戲。
《勿忘草與永遠的少女》在Getchu屋亦被票選為2012年7月第4佳的美少女遊戲。它在該站的2012年美少女遊戲大獎中，獲得圖像部門第20位；音樂部門第19位；色情部門第2位。

## 外部連結
- 官方网站 （日語）
- 《美少女萬華鏡 -勿忘草與永遠的少女-》在視覺小說數據庫的頁面 （英文）